# Hugo de Champagne
Hugo de Champagne (n. cca. 1074 – d. 1125) a fost conte de Champagne din 1093 până la moarte.

## Viața
Hugo a fost cel de al treilea fiu al lui Theobald al III-lea, conte de Blois, purtând titlul de conte de Bar-sur-Aube. Fratele său mai vârstnic, Eudes al V-lea conte de Troyes, a murit în 1093, lăsându-l pe Hugo ca stăpân în Troyes, unde el și-a concentrat curtea, și în Vitry-le-François. În acest fel, cele trei comitate în jurul cărora se va forma comitatul de Champagne erau unite sub o singură persoană și, cu toate că Eudes prefera să se intituleze conte de Troyes, cei din jurul său au ales să folosească titulatura de conte de Champagne.
Primul act menționat din vremea sa, o danie monahală de la 1094, reprezintă cel mai vechi document al arhivei comitale de Champagne. Actul care a avut rezonanță în epocă îl constituie conferirea de terenuri în anul 1115 către călugărul Bernard de Clairvaux, din ordinul benedictin, reformat la Cîteaux și devenit astfel Ordinul cistercian, pentru a forma abația Clairvaux (astăzi, Ville-sous-la-Ferté). Bernard a devenit ulterior una dintre marile personalități ale epocii, fiind sanctificat de către Biserica catolică. De asemenea, se păstrează o scrisoare de afecțiune a lui Bernard de Clairvaux către Hugue de Champagne, scrisă în anul 1125, pe când Hugue era plecat pentru a treia oară pentru a lupta în Țara Sfântă. Era un moment în care Hugue devenea cavaler templier. Între timp, Hugue îl dezmoștenise pe fiul său Eudes I (Hugue se considera pe sine ca fiind impotent, drept pentru care nu l-a recunoscut niciodată pe Eudes I ca fiind fiul lui). În schimb, el a transferat titlurile către nepotul său, care va deveni Theobald al II-lea de Champagne.
În privința lui Eudes I, cei doi fii ai săi, Eudes al II-lea de Champlitte și Guillaume de Champlitte vor participa la Cruciada a patra.
Atunci când Hugo a devenit cavaler templier în 1124, Ordinul cuprindea nu mai mult de 12 cavaleri, iar primul său mare maestru era vasal al lui Hugue, anume Hugues de Payens, care îl însoțise la Ierusalim în anul 1104.
De asemenea, Hugo a mai fost un generos patron al abațiilor de Moustier-Ramey și de Molesme, situate la sud de Troyes. Într-o scrisoare adresată lui de către Ivo de  Chartres (Scrisoarea CCCXLV), episcopul de Chartres îi amintea de obligațiile sale maritale, probabil pentru a-l face să ezite înainte de a depune jurământul de castitate.